# Ferro Carril Oeste
Der Club Ferro Carril Oeste ist ein argentinischer Sportverein aus dem Stadtteil Caballito von Buenos Aires in Argentinien, dessen Gründer bei einer regionalen Eisenbahnlinie beschäftigt waren ('"Ferro Carril Oeste" = Westliche Eisenbahn'). Er ist bekannt vor allem für seine Abteilungen im Fußball, Basketball, Handball und Volleyball.

## Geschichte
Der Sportverein wurde am 28. Juli 1904 von 95 Eisenbahnarbeitern gegründet.

## Basketballabteilung
Ferro Carril Oeste war Anfang der 1980er Jahre unter ihrem Manager León Najnudel eines der erfolgreichsten südamerikanischen Basketballteams. Das Team spielt in der 2. Liga Torneo Nacional de Ascenso.

### Erfolge
- Südamerikapokal der Meister (bis 2008): 1981, 1982, 1987
- Liga Sudamericana (ab 1997): 1997, 1998, 2004
- Liga Nacional de Básquetbol: 1985, 1986, 1989

### Bekannte Spieler

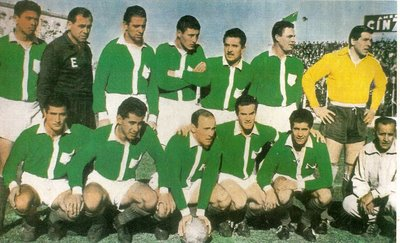
1958

- Daniel Aréjula
- Miguel Cortijo
- Horacio López
- Diego Maggi
- Javier Maretto
- Luis Oroño
- Luis Scola
- Sebastián Uranga

## Fußballabteilung
Die Fußballmannschaft von Ferro Carril Oeste konnte in den Jahren 1982 und 1984 die argentinische Meisterschaft erspielen. Heute spielt sie in der zweiten Liga, der Nacional B.

### Bekannte Spieler
- Gustavo Acosta
- Roberto Ayala
- Delfín Benítez
- Ramiro Blacut
- Germán Burgos
- Fabián Cancelarich
- Adolfino Cañete
- Carlos Chaile
- Roberto Cherro
- Miguel Cortijo
- Héctor Cúper
- José Della Torre
- Juan Esnáider
- Federico Fazio
- Leandro Fernández
- Oscar Garré
- Doctor Khumalo
- Alberto Márcico
- Mohamed Nsubuga
- Marcos Sánchez
- Jaime Sarlanga
- Ibrahim Sekagya
- Pedro Suárez
- Martín Vitali

## Weitere Sportarten
Ferro Carril Oeste ist auch im Volleyball ein erfolgreicher Sportverein. Die Herrenmannschaft gewann sechs argentinische und zwei südamerikanische Meistertitel, die Damenmannschaft acht argentinische Meisterschaften.